# 羅榮 (長汀)
羅榮（？—1646年8月8日），汀州府長汀縣人，明朝、南明軍事人物。

## 生平
少年的羅榮曾經是盜賊，驍勇善戰，崇禎十七年（1644年），他和蕭陞佔據撫州、建昌、汀州、贛州交界的簾子峒；秋天轉屯駐保昌，而陳大智屯駐和平。其時羅榮侵犯南贛，被稱為「閻羅宋」、「閻王總」；張肯堂、李永茂曾經剿滅和招撫，但未平定。十月，他在會昌、信豐邊界駐紮，李蕙春召集鄉兵將他們圍堵於馬嶺唐村，力戰而死；羅榮再攻定南太平營，把總董甲戰死。隆武元年（1645年）七月，他攻打雩都屯車頭，守將金世任、副總兵徐必達、領營將林宗和吳玉簡前往招撫羅榮，但林宗被殺。八月，羅榮自廣昌抵達建昌，次月退入南豐，祝錫胤對他說明大義而遇害。十一月，他再攻雩都，被張魯傳擊敗，將自己部下分為四營，以鍾、馮、范、林四人帶領，部眾四萬號稱十萬，聯合二十多個寨，其中前左營張安最強。永寧王朱由𣚅起兵，命令副總兵羅纓招撫，賜名靖虜營，以李春率軍，推官危應翀、兵部司務尹民昭都晉官為職方主事。於是羅榮和蕭陞、謝志良一同出兵湖南，恢復建昌，乘勝取回撫州、進賢、廣信、南康、信豐、龍南，別將羅漢七以萬人恢復崇仁，斬當地偽知縣，軍隊名聲因此大振，羅榮獲授都督總兵，但李春很快被劉應駟離間，被部下所殺。隆武二年（1646年）正月，他出屯建昌，收復石城，斬知縣郭自攸。新城告急，張家玉咬指寫下血書請求支援，因此羅榮至南豐，擊敗清朝軍隊清兵敗退，惟欠缺糧食無法駐守，走往撫州。監國魯王將領劉福曾經支援，但敗走。王得仁包圍羅榮多月，糧食用盡，故回歸建昌，由謝志良作先驅，他殿後，且戰且走，朱由𣚅被擒。之後定南佘萬吉帶著萬人攻打龍南邊境，羅榮返回山寨被抓獲，不屈而死。

## 引用
1. ↑  錢海岳《南明史·卷二·本紀第二》：（隆武二年六月）癸卯……南安陷，總兵羅榮、蕭陞等死之。
2. 1 2  錢海岳《南明史·卷四十九·列傳第二十五》：羅榮，長汀人。少為盜，驍勇善戰。崇禎十七年與蕭陞據撫、建、汀、贛交簾子峒。秋，屯保昌，陳大智屯和平。時寇南贛，人稱閻羅宋或曰閻王總。張肯堂、李永茂剿撫之，未定。十月，榮屯會昌、信豐界，李蕙春以鄉兵堵之馬嶺唐村，力戰死。再攻定南太平營，把總董甲戰死。隆武元年七月，攻雩都屯車頭，守將金世任，副總兵徐必達，領營將林宗、吳玉簡招撫之。宗被殺。八月，榮自廣昌抵建昌。九月，退南豐。祝錫胤說以大義，遇害。十一月，攻雩都，為張魯傳所敗。已自分四營，以鍾、馮、范、林四人將，眾四萬，號稱十萬，結寨二十餘，其前左營張安最強。
3. ↑  錢海岳《南明史·卷四十九·列傳第二十五》：永寧王由𣚅起兵，命副總兵羅纓招之，賜名靖虜營，以李春率之，推官危應翀、兵部司務尹民昭皆晉職方主事。榮遂與陞、謝志良合兵出湖南，復建昌，乘勝拔撫州、進賢、廣信、南康、信豐、龍南，別將羅漢七以萬人復崇仁，斬知縣，軍聲大振，授都督總兵。春尋以劉應駟間，為下所殺。二年正月，榮出屯建昌，復石城，斬知縣郭自攸。新城急，張家玉嚙指血書請援，因至南豐。清兵敗退，而兵無見糧，不能守，走撫州。監國魯王將劉福援之，敗走。王得仁圍榮匝月，榮糧盡，將還建昌，志良先驅，榮斷後，且戰且卻，由𣚅被執。六月，張克臣、姚將軍屯永新，攻永寧。七月，定南佘萬吉以萬人攻龍南境。榮返山寨，後被執不屈死。